# Stolăt, Gabrovo
Stolăt (în bulgară Столът) este un sat în comuna Sevlievo, regiunea Gabrovo,  Bulgaria. 

## Demografie
Componența etnică a satului Stolăt
     Turci (1,26%)
     Bulgari (69,74%)
     Romi (28,15%)
     Nicio identificare (0,84%)
La recensământul din 2011, populația satului Stolăt era de 238 locuitori. Din punct de vedere etnic, majoritatea locuitorilor (69,74%) erau bulgari, existând și minorități de romi (28,15%) și turci (1,26%). Pentru 0,84% din locuitori nu este cunoscută apartenența etnică.